# Hypocrisias fuscipennis
Hypocrisias fuscipennis là một loài bướm đêm thuộc phân họ Arctiinae, họ Erebidae.